# Michael Damian
Michael Damian Weir (Bonsall, 26 aprile 1962) è un attore, regista, sceneggiatore  e produttore cinematografico statunitense statunitense.
È noto principalmente per il ruolo di Danny Romalotti nella soap opera Febbre d'amore.

## Filmografia parziale

### Attore
Cinema
- L'ospedale più pazzo del mondo (Young Doctors in Love), regia di Garry Marshall (1982)
- Ölümün El Yazisi, regia di Feyzi Tuna (1999)
- No Witness, regia di Michael Valverde (2004)
- Falling for Christmas, regia di Janeen Damian (2022) - non accreditato

Televisione
- Febbre d'amore (The Young and the Restless) - 590+ episodi (1981-1998, 2002-2004, 2008, 2012-2013, 2022-in corso)
- L'albero delle mele (The Facts of Life) - 3 episodi (1985-1986)
- Morte sottozero (The Cold Heart of a Killer) - film TV (1996)
- Justice - film TV (1999)
- Natale a Castlebury Hall (A Princess for Christmas) - film TV (2011) - non accreditato
- Il mio valzer di Natale (Christmas Waltz) - film TV (2020)
- The Pop Culture Show - 3 episodi (2021)
- Beautiful (2024)

### Regista
- Hot Diamonds (2006)
- Moondance Alexander (2007)
- Flicka 2 - Amiche per sempre (Flicka 2) (2010)
- Io & Marley 2 - Il terribile (Marley & Me: The Puppy Years) (2011)
- Natale a Castlebury Hall (A Princess for Christmas) (2011) - film TV
- Flicka: Country Pride (2012)
- Il lato dolce della vita (The Sweeter Side of Life) (2013) - film TV
- Disegno d'amore (Love by Design) (2014) - film TV
- New York Academy (High Strung) (2016)
- New York Academy - Freedance (High Strung: Free Dance) (2016)
- Il mio valzer di Natale (Christmas Waltz) (2020) - film TV
- Much Ado About Christmas (2021) - film TV

### Sceneggiatore
- Hot Diamonds (2006)
- Moondance Alexander (2007)
- Io & Marley 2 - Il terribile (Marley & Me: The Puppy Years) (2011)
- Natale a Castlebury Hall (A Princess for Christmas) (2011) - film TV
- Il lato dolce della vita (The Sweeter Side of Life) (2013) - film TV
- Disegno d'amore (Love by Design) (2014) - film TV
- Un Natale regale (A Royal Christmas) (2014) - film TV
- Una corona a Natale (Crown for Christmas) (2015) - film TV
- New York Academy (High Strung) (2016)
- New York Academy - Freedance (High Strung: Free Dance) (2016)
- Il mio valzer di Natale (Christmas Waltz) (2020) - film TV
- Much Ado About Christmas (2021) - film TV

### Produttore
- Ölümün El Yazisi (1999)
- Hot Diamonds (2006)
- Moondance Alexander (2007)
- Natale a Castlebury Hall (A Princess for Christmas) (2011) - film TV
- Il lato dolce della vita (The Sweeter Side of Life) (2013) - film TV
- Disegno d'amore (Love by Design) (2014) - film TV
- New York Academy (High Strung) (2016)
- New York Academy - Freedance (High Strung: Free Dance) (2016)
- Il mio valzer di Natale (Christmas Waltz) (2020) - film TV
- Much Ado About Christmas (2021) - film TV
- Falling for Christmas (2022)